# منتزعة الكبريت الإفريقية
منتزعة الكبريت الأفريقية (الاسم العلمي: Desulfovibrio africanus) هي نوع من البكتيريا، سلبية الغرام، تتبع جنس منتزعة الكبريت.